# Anglosaška kronika
Anglosaška kronika je zbirka kronik v stari angleščini, ki opisujejo zgodovino Anglosasov.
Izvirni rokopis Kronike je nastal konec 9. stoletja, verjetno v Wessexu, med vladavino Alfreda Velikega (vladal 871–899). Njena vsebina, ki je vključevala vire, ki so danes sicer izgubljeni že iz 7. stoletja, je znana kot skupna zaloga kronike. Iz tega izvirnika so naredili več kopij in jih nato razdelili samostanom po vsej Angliji, kjer so jih posodobili, delno neodvisno. Ti rokopisi so skupaj znani kot Anglosaška kronika. Skoraj vse gradivo v Kroniki je v obliki letopisov, po letih; najzgodnejši je datiran v 60 pr. n. št. (datum v analih za Cezarjev vdor v Britanijo). V enem primeru se je leta 1154 Kronika še vedno aktivno posodabljala.
Devet rokopisov Kronike, od katerih nobeden ni original, je ohranjenih v celoti ali delno. Sedem jih hrani Britanska knjižnica, eno v Bodleianova knjižnica v Oxfordu, najstarejše pa v Parker Library na kolidžu Corpus Christi v Cambridgeu. Zdi se, da se je najstarejše začelo pisati proti koncu Alfredove vladavine, medtem ko je bilo najnovejše prepisano v opatiji Peterborough po požaru v tem samostanu leta 1116. Nekatere kasnejše srednjeveške kronike, ki izhajajo iz izgubljenih rokopisov, prispevajo občasne nadaljnje namige glede gradiva kronike.
Tako zaradi tega, ker večina informacij, podanih v Kroniki, ni zapisanih drugje, kot tudi zaradi razmeroma jasnega kronološkega okvira, ki ga nudi za razumevanje dogodkov, je Kronika med najvplivnejšimi zgodovinskimi viri za Anglijo med propadom rimske oblasti in desetletji po Normanskem osvajanju; Nicholas Howe je to in Bedovo Cerkveno zgodovino angleškega ljudstva imenoval »dve veliki anglosaški deli zgodovine«. Poročila v Kroniki so po navadi zelo politizirana, pri čemer je bila navadni vir namenjen predvsem legitimizaciji dinastije in vladavine Alfreda Velikega. Primerjava med rokopisi Kronike in drugimi srednjeveškimi viri kaže, da so pisarji, ki so jih prepisovali ali dodajali, izpustili dogodke ali povedali njihove enostranske različice, kar je pogosto zagotovilo koristen vpogled v zgodnjesrednjeveško angleško politiko.
Rokopisi Chronicle so tudi pomembni viri za zgodovino angleškega jezika; zlasti v analih od leta 1131 dalje je poznejše Peterboroughško besedilo ključni dokaz za prehod iz standardnega staroangleškega knjižnega jezika v zgodnjo srednjo angleščino, ki vsebuje nekaj najzgodnejših znanih srednjeangleških besedil.

## SKlici
1. ↑  Bosworth, The Elements of Anglo-Saxon Grammar, p. 277.
2. ↑  Hunter Blair, Roman Britain, p. 11.
3. ↑  Hunter Blair, An Introduction, p. 355.
4. ↑  Swanton, The Anglo-Saxon Chronicle, pp. xxi–xxviii.